# The Moonshine Maid and the Man
The Moonshine Maid and the Man è un cortometraggio muto del 1914 diretto da Charles L. Gaskill.

## Produzione
Il film fu prodotto dalla Vitagraph Company of America.

## Distribuzione
Distribuito dalla General Film Company, il film - un cortometraggio in una bobina - uscì nelle sale cinematografiche statunitensi il 7 dicembre 1914.